# Лејк Ири Бич (Њујорк)
Лејк Ири Бич (енгл. Lake Erie Beach) насељено је место без административног статуса у америчкој савезној држави Њујорк.

## Демографија
По попису из 2010. године број становника је 3.872, што је 627 (-13,9%) становника мање него 2000. године.
| Група             | 2000.         | 2010.         |
| Белци             | 4.366 (97,0%) | 3.702 (95,6%) |
| Афроамериканци    | 9 (0,2%)      | 18 (0,5%)     |
| Азијати           | 4 (0,1%)      | 3 (0,1%)      |
| Хиспаноамериканци | 42 (0,9%)     | 54 (1,4%)     |
| Укупно            | 4.499         | 3.872         |